# Barros (Portugal)
Barros is een plaats (freguesia) in de Portugese gemeente Vila Verde en telt 392 inwoners (2001).